# Архипелаг Римского-Корсакова
Архипелаг Римского-Корсакова — острова в западной части залива Петра Великого Японского моря. Архипелаг состоит из 6 крупных островов и десятка мелких островков и скал (кекуров). Крупнейшим является остров Большой Пелис.

## История
Обнаружены в 1851 году французскими китобоями, и в 1852 году описаны моряками французского корвета «Каприсьёз». Они получили название фр. Iles Pelees («Голые острова»).
В 1854 году острова были описаны русскими моряками с фрегата «Паллада» и шхуны «Восток». Острова были названы по фамилии командира шхуны «Восток» капитан-лейтенанта В. А. Римского-Корсакова — Корсакова.
В 1859 году они были описаны и нанесены на карту экипажем клипера «Стрелок» под названием Острова Голые (аналогично французскому названию).
Архипелаг был вновь обследован в рамках экспедиции подполковника корпуса флотских штурманов Василия Бабкина 1862—1863 годов с клипера «Разбойник» и корветов «Новик» и «Калевала».
Отряд Алексея Стенина со шхуны «Восток» и парохода «Амур» занимался описанием архипелага в 1881—1883 годах. Во время этой экспедиции гидрографическая база располагалась на острове Большой Пелис. 6 (18) июля 1883 года при проведении промерных работ у острова Редклиф англ. Redcliff (рус. Красный Утёс), «Восток» сел на мель, переломился и за несколько дней был полностью разбит волнами. В дальнейшем этот остров был назван по имени начальника отряда экспедиции — остров Стенина
Расположенная в окрестностях архипелага банка Иванова названа в 1890-х годах по фамилии начальника партии Отдельной съёмки Восточного океана поручика Корпуса флотских штурманов Якова Максимовича Иванова.

## Состав архипелага
| Остров        | Площадь, км² | Высота, м |
| ------------- | ------------ | --------- |
| Большой Пелис | 3,80         | 189,0     |
| Стенина       | 1,27         | 144,3     |
| Де-Ливрона    | 0,39         | 58,5      |
| Матвеева      | 0,37         | 128,3     |
| Дурново       | 0,14         | 96,9      |
| Гильдебрандта | 0,08         | 91,3      |